# Scheidegg

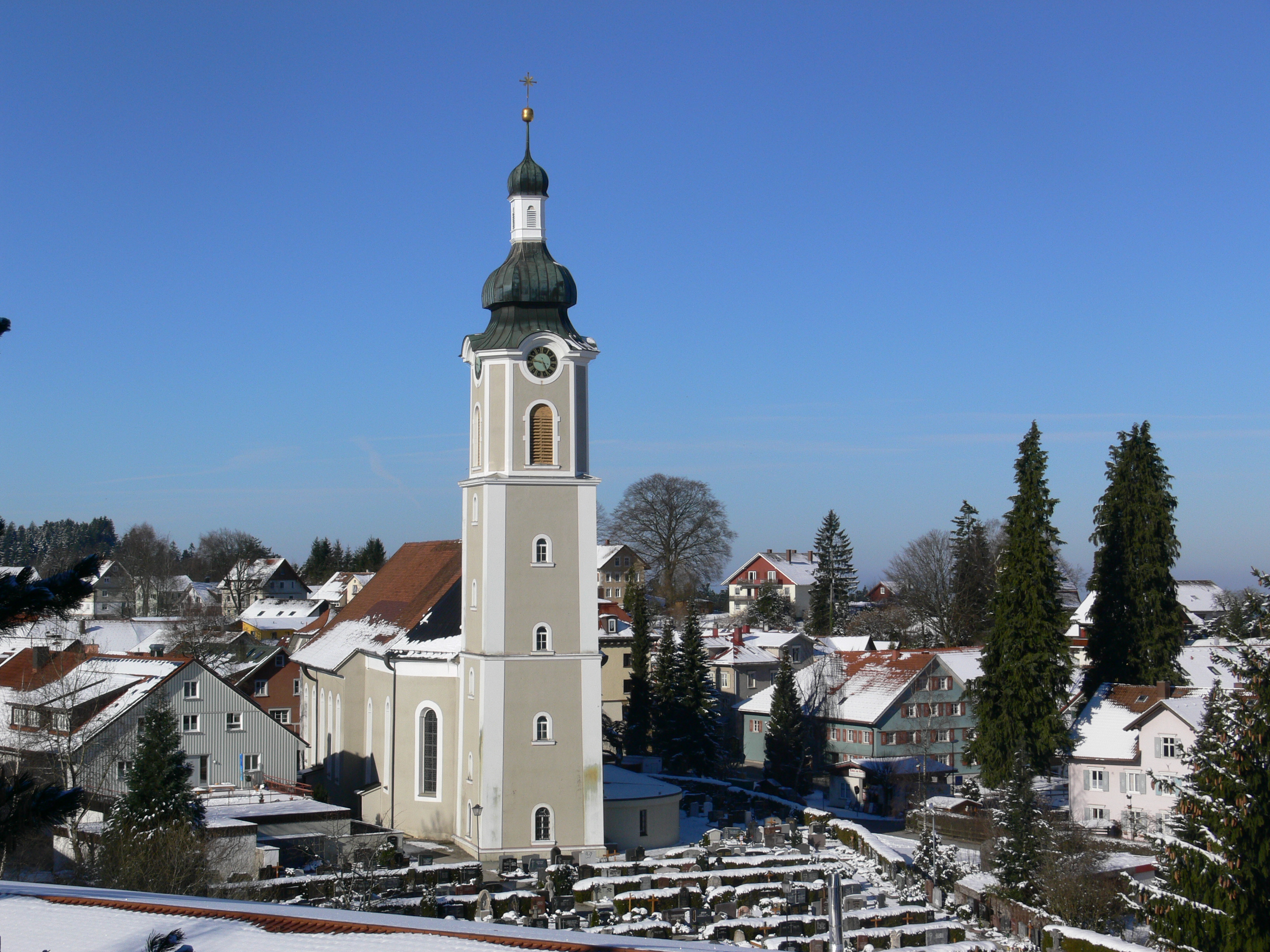
Scheidegg

Scheidegg este o comună-târg din districtul  Lindau (Bodensee), regiunea administrativă Schwaben, landul Bavaria, Germania.